# ソード&サンダル
ソード&サンダル映画（剣とサンダル、Sword and sandal / Pepla, 複数形：peplum, ペプラム）は、聖書や古典古代（Classical antiquity）の時代を舞台とし、神話や歴史の物語に基づくがおおまかで、不自然な筋を持つ冒険映画またはファンタジー映画のこと。古代ギリシア・ローマ、あるいは同時代の周辺の文化（古代エジプト、アッシリア、エトルリア、ミノア文明）の歴史・神話に基づいたほとんどの映画は「ソード&サンダル」の叙事詩的映画（Epic film）である。このジャンルの映画が多く製作された時代は1958年から1964年及び1980年代だが、2000年以降、CGの普及によりまた作られはじめた。

## 定義
広義には、『ベン・ハー』、『クレオパトラ』、『タイタス』、『グラディエーター』、『キング・アーサー』、『十戒』といった歴史劇（Period piece）もこのジャンルに含めることができる。その意味においては、古くからある映画ジャンルである。たとえば、最初の『ベン・ハー（Ben Hur）』（シドニー・オルコット Sidney Olcott 監督）は1907年に作られている。1914年の『カビリア（Cabiria）』（ジョヴァンニ・パストローネ Giovanni Pastrone 監督）は撮影技術の発展において重要な作品で、また筋肉が隆々とした俳優（バルトロメオ・パガーノ Bartolomeo Pagano）が起用された最初の「ソード&サンダル」映画であった。
しかし一般には「ソード&サンダル」映画という言葉は、剣闘士や聖書・神話を題材にした、プロのボディビルダーが主役を演じることの多い、低予算のイタリア映画を指す。このジャンルは、マカロニ・ウェスタンが作られる前の1960年から1964年のイタリア映画産業の人気ジャンルだった。マリオ・バーヴァやセルジオ・レオーネといったイタリアの著名な映画監督はこのジャンルから出た。

## 典型的なテーマ
このジャンルで人気のあるテーマは剣闘士や、ヘラクレス、ゴライアス、サムソン、ウルスス（ウルサス、英語よみ：アーサス、Ursus）、イアソンとアルゴナウタイ、イタリアの伝説的怪力男マチステ（Maciste）の冒険である。ブームに火を付けたのは、アメリカ合衆国のボディビルダー、スティーヴ・リーヴス主演の『ヘラクレス』（1958年）だった。その成功で続編『ヘラクレスの逆襲』や、レグ・パーク（Reg Park）、ゴードン・スコット（Gordon Scott）、マーク・フォレスト（Mark Forest）、ブラッド・ハリス（Brad Harris）、ダン・ヴァディス（Dan Vadis）、アラン・スティール（Alan Steel）といった他のボディビルダーを主演とした低予算の模倣作品が作られることになった。ヨーロッパの観客には主役に英国系米国人を好む傾向があり、イタリアのボディビルダーは名前を英語風に変えた。たとえば、「アラン・スティール」はセルジオ・シアーニ（Sergio Ciani）の別名である。
ソード&サンダル映画の多くは、お決まりのプロットを持っていた。それは2人の女性がヒーローをめぐって恋の争いをするというもので、一方はヒーローの助けを求める純真なDamsel in distress（囚われの姫君）、もう一方はファム・ファタールとしてのヒーローの主人である邪悪な女王である。ほとんどのソード&サンダル映画に出てくるシーンには、ベリーダンスやそれに似たバレエがあり、それは狂乱の描写を意味し、また悪役側の（キリスト教から見て）異教的なデカダンスを強調するものだった。不自然なプロットに、オーバーダビングした台詞、主役のボディビルダーの未熟な演技、伝説の生物の描写としては何ともお粗末なSFXといったすべての要素は、現在の視点から見れば、キャンプさを作品に与えている。しかし、当時の一般の観客にとっては多くのソード&サンダル映画は広く楽しまれ、製作価値もあった。

## ヘラクレス・シリーズ
1957年から1965年にかけて、19作の『ヘラクレス』シリーズが製作された。ヘラクレスを演じたのは、スティーヴ・リーヴス、ゴードン・スコット、アドリアーノ・ベッリーニ（チラシでは「カーク・モリス Kirk Morris」）、ミッキー・ハージティ、マーク・フォレスト、アラン・スティール、ダン・ヴァディス、レグ・パーク、ピーター・ルーパス（チラシでは「ロック・スティーヴンス Rock Stevens」）、マイク・レインらである。
- ヘラクレス（1958年）、原題：Le Fatiche di Ercole（ヘラクレスの功業）、アメリカ公開題：Hercules、主演：スティーヴ・リーヴス
- ヘラクレスの逆襲（1959年）、原題：Ercole e la regina di Lidia（ヘラクレスとリディアの女王）、アメリカ公開題：Hercules Unchained、主演：スティーヴ・リーヴス
- 豪勇ゴライアス（1960年）、原題：La Vendetta di Ercole（ヘラクレスの復讐）、アメリカ公開題：Goliath and the Dragon、主演：マーク・フォレスト
- ヘラクレス対ハイドラ（1960年）、原題：Gli Amori di Ercole（ヘラクレスの恋人たち）、アメリカ公開題：Hercules Vs The Hydra、主演：ミッキー・ハージティ
- アトランティス征服（1961年）、原題：Ercole alla conquista di Atlantide（アトランティス征服のヘラクレス）、アメリカ公開題：Hercules and the Captive Women, aka Hercules and the Haunted Women、主演：レグ・パーク
- ヘラクレス 魔界の死闘（1961年）、原題：Ercole al centro della terra（地球の中心のヘラクレス）、アメリカ公開題：Hercules in the Haunted World、主演：レグ・パーク、監督：マリオ・バーヴァ
- Maciste contro Ercole nella valle dei guai（マチステ対悩みの谷のヘラクレス）（1961年）、アメリカ公開題：Hercules in the Vale of Woe、主演：カーク・モリス
- Ulisse contro Ercole（ユリシーズ対ヘラクレス）（1962年）、アメリカ公開題：Ulysses Vs. The Son of Hercules、主演：マイク・レイン
- ヘラクレスの怒り（1962年）、原題：La Furia di Ercole（ヘラクレスの怒り）、アメリカ公開題：The Fury of Hercules, aka The Fury of Samson、主演：ブラッド・ハリス
- ヘラクレス・サムソン・ユリシーズ（1963年）、原題：Ercole sfida Sansone（ヘラクレス対サムソン）、アメリカ公開題：Hercules, Samson and Ulysses、主演：カーク・モリス（ヘラクレス役）
- Ercole contro Molock（ヘラクレス対モロク）（1963年）、アメリカ公開題：Hercules Vs. the Moloch, aka The Conquest of Mycene、主演：ゴードン・スコット
- Ercole l'invincibile（無敵ヘラクレス）（1964年）、アメリカ公開題：Son of Hercules in the Land of Darkness、主演：ダン・ヴァディス
- il Trionfo di Ercole（ヘラクレスの勝利）（1964年）、アメリカ公開題：Hercules Vs. The Giant Warrior, aka Hercules and the Ten Avengers、主演：ダン・ヴァディス
- Ercole contro Roma（ヘラクレス対ローマ）（1964年）、アメリカ公開題：Hercules Against Rome、主演：アラン・スティール
- Ercole contro i figli del sole（ヘラクレス対太陽の息子）（1964年）、アメリカ公開題：Hercules Against the Sons of the Sun、主演：マーク・フォレスト
- Ercole contro i tiranni di Babilonia（ヘラクレス対バビロンの暴君）（1964年）、アメリカ公開題：Hercules and the Tyrants of Babylon、主演：ロック・スティーヴンス
- Ercole, Sansone, Maciste e Ursus: gli invincibili（ヘラクレス、サムソン、マチステ、ウルスス：無敵の者たち）（1964年）、アメリカ公開題：Samson and the Mighty Challenge、主演：カーク・モリス（ヘラクレス役）
- Hercules and the Princess of Troy, aka Hercules vs. the Sea Monster（1965年）、主演：ゴードン・モリス - 実現しなかったチャールズ・バンド製作のTVシリーズのパイロット版として作られたイタリア＝アメリカ合作の45分の映画。
- Sfida dei giganti（巨人たちの挑戦）（1965年）、アメリカ公開題：Hercules, the Avenger、主演：レグ・パーク - レグ・パーク主演の2本のヘラクレス映画のストック・フッテージのほとんどを使って構成されたもので、明らかにアメリカでのTV公開のために作られたもの。

三ばか大将（Three Stooges）が1962年に作ったアメリカのコメディ映画『おまぬけ3 ヘラクレスに会う（The Three Stooges Meet Hercules）』では、カナダの肉体派俳優サムソン・バーク(Samson Burke)がヘラクレスを演じた。
なお、アメリカ公開時に「ヘラクレス」の名を付けられた以下の映画は、本国イタリアでは別のシリーズに含まれる。
- Hercules, Prisoner of Evil（日本題：ヘラクレスの怪獣退治）＞「ウルスス」シリーズ
- Hercules and the Black Pirate＞「サムソン」シリーズ
- Hercules and the Treasure of the Incas＞「サムソン」シリーズを参照
- Hercules and the Masked Rider＞「ゴライアス」シリーズ
- Hercules Against the Moon Men＞「マチステ」シリーズ
- Hercules Against the Barbarians（日本題：ヘラクレス 闘神伝説）＞「マチステ」シリーズ
- Hercules Against the Mongols（日本題：ヘラクレス モンゴル帝国の逆襲）＞「マチステ」シリーズ
- Hercules of the Desert＞「マチステ」シリーズ

## マチステ・シリーズ
1960年から1965年にかけて、25本の『マチステ』シリーズが作られた。サイレント映画『カビリア』（1914年）で「マチステ」を誕生させたのは詩人・劇作家のガブリエーレ・ダンヌンツィオで、その名前はヘラクレスの古代のあだ名だと主張した。1930年以前に27本のシリーズが作られていて、これはリバイバルになる。
- マチステ（1960年）、原題：Maciste nella valle dei re（王家の谷のマチステ）、アメリカ公開題：Son of Samson、主演：マーク・フォレスト
- 首狩族の襲撃（1960年）、原題：Maciste contro i cacciatori di teste（マチステ対首狩族）、アメリカ公開題：Colossus and the Headhunters、主演：カーク・モリス
- 片目の巨人（1961年）、原題：Maciste nella terra dei ciclopi（キュクロプスの国のマチステ）、アメリカ公開題：Atlas in the Land of the Cyclops、主演：ゴードン・ミッチェル（Gordon Mitchell）
- Maciste alla corte del gran khan（大ハーンの宮廷のマチステ）（1961年）、アメリカ公開題：Samson and the Seven Miracles of the World、主演：ゴードン・スコット
- Maciste contro il vampiro（マチステ対吸血鬼）（1961年）、アメリカ公開題：Goliath and the Vampires、主演：ゴードン・スコット
- Maciste, l'uomo più forte del mondo（世界最強の男マチステ）（1962年）、アメリカ公開題：Mole Men Vs The Son of Hercules、主演：マーク・フォレスト
- Maciste contro Ercole nella valle dei guai（マチステ対悩みの谷のヘラクレス）（1961年）、アメリカ公開題：Hercules in the Vale of Woe
- Maciste all'inferno（地獄のマチステ）（1962年）、アメリカ公開題：The Witch's Curse、主演：カーク・モリス
- Il trionfo di Maciste（マチステの勝利）（1962年）、アメリカ公開題：Triumph of the Son of Hercules、主演：カーク・モリス
- Maciste contro i mostri（マチステ対怪獣）（1962年）、アメリカ公開題：Fire Monsters Against the Son of Hercules、主演：レグ・ルイス(Reg Lewis)
- Totò contro Maciste（トト対マチステ）（1962年）、主演：サムソン・バーク - イタリアの『トト』シリーズの1本で、コメディ/風刺映画。アメリカ未公開。
- 世界一の剣闘士（1962年）、原題：Maciste, il gladiatore piu forte del mondo（世界最強の剣闘士マチステ）、アメリカ公開題：Colossus of the Arena、主演：マーク・フォレスト
- Maciste contro el sheik（マチステ対シーク）（1962年）、アメリカ公開題：Samson Against the Sheik、主演：エド・フューリー(Ed Fury)
- 鉄腕マチステ（1963年）、原題：Maciste, l'eroe piu grande del mondo（世界最大の英雄マチステ）、アメリカ公開題：Goliath and the Sins of Babylon、主演：マーク・フォレスト
- Zorro contro Maciste（ゾロ対マチステ）（1963年）アメリカ公開題：Samson and the Slave Queen、主演：アラン・スティール
- Maciste e la regina de Samar（マチステとサマールの女王）（1964年）、アメリカ公開題：Hercules Against the Moon Men、主演：アラン・スティール
- Maciste nelle miniere de re salomone（ソロモン王の洞窟のマチステ）（1964年）、アメリカ公開題：Samson in King Solomon's Mines、主演：レグ・パーク
- Maciste alla corte dello zar（ツァーの宮廷のマチステ）（1964年）、アメリカ公開題：Samson vs the Giant King,  aka Atlas Against The Czar、主演：カーク・モリス
- Maciste, gladiatore di sparta（スパルタの剣闘士マチステ）（1964年）、アメリカ公開題：Terror of Rome Against the Son of Hercules、主演：マーク・フォレスト
- ヘラクレス モンゴル帝国の逆襲（1964年）、原題：Maciste contro i mongoli（マチステ対モンゴル族）、アメリカ公開題：Hercules Against the Mongols、主演：マーク・フォレスト
- ヘラクレス 闘神伝説（1964年）、原題：Maciste nell'inferno di Gengis Khan（ジンギス・カンの地獄のマチステ）、アメリカ公開題：Hercules Against the Barbarians、主演：マーク・フォレスト
- La valle dell'eco tonante（雷鳴の谷）（1964年）、アメリカ公開題：Hercules of the Desert、主演：カーク・モリス
- Ercole, Sansone, Maciste e Ursus: gli invincibili（ヘラクレス、サムソン、マチステ、ウルスス：無敵の者たち）（1964年）、アメリカ公開題：Samson and the Mighty Challenge、主演：レナート・ロッシーニ（マチステ役）
- Gli invicibili fratelli Maciste（無敵兄弟マチステ）（1965年）、主演：リチャード・ロイド
- Maciste il Vendicatore dei Mayas（マヤの復讐者マチステ）（1965年） - 『Maciste contro i mostri』および『首狩族の襲撃』のストック・フッテージのほぼ再編集版。

なお、1973年にスペインのカルト映画監督ヘスス・フランコは、ファンタジーと冒険とエロティシズムがミックスした2本の低予算マチステ映画を撮った。
- Les exploits érotiques de Maciste dans l'Atlantide（1973年）、アメリカ公開題：The Erotic Exploits of Maciste in Atlantis
- Maciste contre la Reine des Amazones（1973年）、アメリカ公開題：Maciste vs. The Amazon Queen

両作ともヴァル・デイヴィスがマチステを演じた。2作はほぼ同じキャストで、同時に撮影・編集されたようである。もちろん1960年代の「マチステ」シリーズとは関係ない。

## ウルスス・シリーズ
1961年から1964年にかけて、9作の『ウルスス』シリーズが製作された。ウルスス（またはウルサス、英語よみ：アーサス）はローマ時代の超人的キャラクター。元々はヘンリク・シェンキェヴィチの小説『クォ・ヴァディス』の登場人物。アメリカではこのシリーズの何本かを「ヘラクレスの息子」と呼ぶが、イタリア本国ではウルススとヘラクレスの間には何の関連もない。
- Ursus（ウルスス）（1961年）、アメリカ公開題：Mighty Ursus, aka Ursus, Son of Hercules、主演：エド・フューリー(Ed Fury)
- La Vendetta di Ursus（ウルススの復讐）（1961年）、アメリカ公開題：The Revenge of Ursus、主演：サイモン・バーク
- 獅子王の逆襲（1961年）、原題：Ursus Nella Valle dei Leoni（獅子の谷のウルスス）、アメリカ公開題：Valley of the Lions、主演：エド・フューリー
- Ursus e la Ragazza Tartara（ウルススとタタール人の少女）（1962年）、アメリカ公開題：Ursus and the Tartar Princess, aka The Tartar Invasion、主演：ジョー・ロビンソン（Joe Robinson (actor)）
- Ursus Nella Terra di Fuoco（火の国のウルスス）（1963年）、アメリカ公開題：Son of Hercules in the Land of Fire、主演：エド・フューリー*Ursus il Gladiatore Rebelle（反逆の剣闘士ウルスス）（1963年）、アメリカ公開題：Rebel Gladiators、主演：ダン・ヴァディス
- ヘラクレスの怪獣退治（1964年）、原題：Ursus il Terrore dei Kirghisi（キルギス人の恐怖の的ウルスス）、アメリカ公開題：Hercules, Prisoner of Evil、主演：レグ・パーク、監督：アンソニー・ドーソン
- Ercole, Sansone, Maciste e Ursus: gli invincibili（ヘラクレス、サムソン、マチステ、ウルスス：無敵の者たち）（1964年）、アメリカ公開題：Samson and the Mighty Challenge、主演：ヤン・ラーヴォー（ウルスス役）
- Gli Invincibili Tre（無敵の三人）（1964年）、アメリカ公開題：Three Avengers、主演：アラン・スティール（ウルスス役）

## サムソン・シリーズ
1961年から1964年にかけて、聖書の登場人物サムソンをスーパーヒーローとした5作の『サムソン』シリーズが製作された。
- Sansone（サムソン）（1961年）、アメリカ公開題：Samson、主演：ブラッド・ハリス
- Sansone contro i pirati（サムソン対海賊）（1963年）、アメリカ公開題：Samson and the Sea Beast、主演：カーク・モリス
- ヘラクレス・サムソン・ユリシーズ（1963年）、原題：Ercole sfida Sansone（ヘラクレス対サムソン）、アメリカ公開題：Hercules, Samson and Ulysses、主演：リチャード・ロイド（サムソン役）
- Sansone contro il corsaro nero（サムソン対黒海賊）（1963年）、アメリカ公開題：Hercules and the Black Pirate、主演：アラン・スティール
- Ercole, Sansone, Maciste e Ursus: gli invincibili（ヘラクレス、サムソン、マチステ、ウルスス：無敵の者たち）（1964年）、アメリカ公開題：Samson and the Mighty Challenge、主演：ネイダー・ボルティモア（サムソン役）

なお、『Samson and the Treasure of the Incas（aka Hercules and the Treasure of the Incas）』（1965年）がソード&サンダル映画にされる場合もあるが、西部劇の時代の南米を舞台にしているため、ここでは除外する。

## ゴライアス・シリーズ
1960年から1964年にかけて、聖書に登場するゴライアス（ゴリアテ）をスーパーヒーローにした映画が作られた。全部で4作あるが、それぞれには関連性がなく、厳密にはシリーズとは言えない。また、オーソン・ウェルズが出演した『ダビデとゴライアス』（1960年）はちゃんとした聖書からの脚色なので、ここには加えない。
- 鉄腕ゴライアス 蛮族の恐怖（1959年）、原題：Terror dei Barbari（蛮族の恐怖）、アメリカ公開題：Goliath and the Barbarians、主演：スティーヴ・リーヴス
- Golia contro i giganti（ゴライアス対巨人）（1960年）、アメリカ公開題：Goliath Against the Giants、主演：ブラッド・ハリス
- Golia e la schiava ribelle（ゴライアスと反逆奴隷）（1963年）、アメリカ公開題名：The Tyrant of Lydia vs. The Son of Hercules、主演：ゴードン・スコット
- Golia e il cavaliere mascherato（ゴライアスと仮面の騎士）（1964年）、アメリカ公開題：Hercules and the Masked Rider、主演：アラン・スティール
- Golia alla conquista di Bagdad（バグダッド征服のゴライアス）（1964年）、アメリカ公開題：Goliath at the Conquest of Damascus、主演：ピーター・ルーパス

## ヘラクレスの息子・シリーズ
1960年代にアメリカでTV放映された時に、イタリアのソード&サンダル映画14本を任意に選んで「ヘラクレスの息子」・シリーズとした。
- Mole Men vs the Son of Hercules＞「マチステ」シリーズ
- Terror of Rome Against the Son of Hercules＞「マチステ」シリーズ
- Fire Monsters Against The Son Of Hercules＞「マチステ」シリーズ
- Triumph Of The Son Of Hercules＞「マチステ」シリーズ
- Son Of Hercules In The Land Of Darkness＞「ヘラクレス」シリーズ
- Ulysses Vs. The Son of Hercules＞「ヘラクレス」シリーズ
- Son Of Hercules In The Land Of Fire＞「ウルスス」シリーズ
- Ursus, Son Of Hercules＞「ウルスス」シリーズ
- The Tyrant of Lydia vs. The Son of Hercules＞「ゴライアス」シリーズ
- Messalina Against the Son Of Hercules＞剣闘士映画
- The Devil Of The Desert vs The Son Of Hercules＞『Anthar l'invincibile』（1964年）主演：カーク・モリス、監督：アンソニー・ドーソン
- Medusa vs The Son Of Hercules（豪勇ペルシウス大反撃）＞その他の古典ソード&サンダル映画
- The Beast Of Babylon vs The Son Of Hercules ＞その他の古典ソード&サンダル映画（『L'Eroe di Babilonia』）
- Venus Against The Son Of Hercules＞その他の古典ソード&サンダル映画（『Venus Against The Son Of Hercules』）

## 剣闘士映画
1948年から1965年にかけて、プロットの中で円形闘技場での剣闘士の戦いを強調した多数のイタリア映画が作られた。そうした「剣闘士映画」はソード&サンダル映画のサブジャンル（下位ジャンル）となった。その中で代表的なものがダン・ヴァディス主演の3部作の1本『I Dieci gladiatori（The Ten Gladiators）』（1963年）である。
- ファビオラ（1948年）、原題：Fabiola、アメリカ公開題：Fabiola, aka The Fighting Gladiator
- 剣闘士スパルタカス（1953年）、原題：Spartaco、アメリカ公開題：Sins of Rome、監督：リッカルド・フレーダ（Riccardo Freda）
- 無敵の斗士（無敵の闘士）（1961年）、原題：Il Gladiatore invincibile（無敵の剣闘士）、アメリカ公開題：The Invincible Gladiator、主演：リチャード・ハリソン（Richard Harrison）
- ひとりローマと戦う（1962年）、原題：Solo contro Roma、アメリカ公開題：Alone Against Rome、主演：ラング・ジェフリーズ（Lang Jeffries）
- 七人のあばれ者（1962年）、原題：I Sette gladiatori（七人の剣闘士）、アメリカ公開題：Gladiators Seven, aka The Seven Gladiators、主演：リチャード・ハリソン
- Il Gladiatore di Roma（ローマの剣闘士）（1962年）、アメリカ公開題：Gladiator of Rome, aka Battle of the Gladiators、主演：ゴードン・スコット
- 勇者ヘラクレスの挑戦（1963年）、原題：L' Ultimo gladiatore（最後の剣闘士）、アメリカ公開題：The Last Gladiator, aka Messalina Against the Son of Hercules
- I Dieci gladiatori（十人の剣闘士）（1963年）、アメリカ公開題：The Ten Gladiators、主演：ダン・ヴァディス
- Ursus il Gladiatore Rebelle（反逆の剣闘士ウルスス）（1963年）、アメリカ公開題：Rebel Gladiators、主演：ダン・ヴァディス
- Gli Invincibili dieci gladiatori（無敵の十人の剣闘士）（1964年）、アメリカ公開題：Spartacus and the Ten Gladiators, aka Ten Invincible Gladiators、主演：ダン・ヴァディス
- Maciste, gladiatore di sparta（スパルタの剣闘士マチステ）（1964年）、アメリカ公開題：Terror of Rome Against the Son of Hercules、主演：マーク・フォレスト
- Il Trionfo dei dieci gladiatori（十人の剣闘士の勝利）（1965年）、アメリカ公開題：Triumph of the Ten Gladiators、主演：ダン・ヴァディス
- 英雄スパルタカス（1965年）、原題：Il Gladiatore che sfidò l'impero（帝国に挑む剣闘士）、アメリカ公開題：Challenge of the Gladiator、主演：ピーター・ルーパス
- 英雄スパルタカスの復讐（1965年）、原題：La Vendetta di Spartacus（スパルタカスの復讐）、アメリカ公開題：The Revenge of Spartacus、主演：ロジャー・ブラウン
- 砂漠の反逆者（1965年）、原題：Gil Schiavi più forti del mondo（世界最強の奴隷たち）、アメリカ公開題：Seven Slaves Against the World, aka Seven Slaves Against Rome、主演：ロジャー・ブラウン

## スティーヴ・リーヴス主演映画

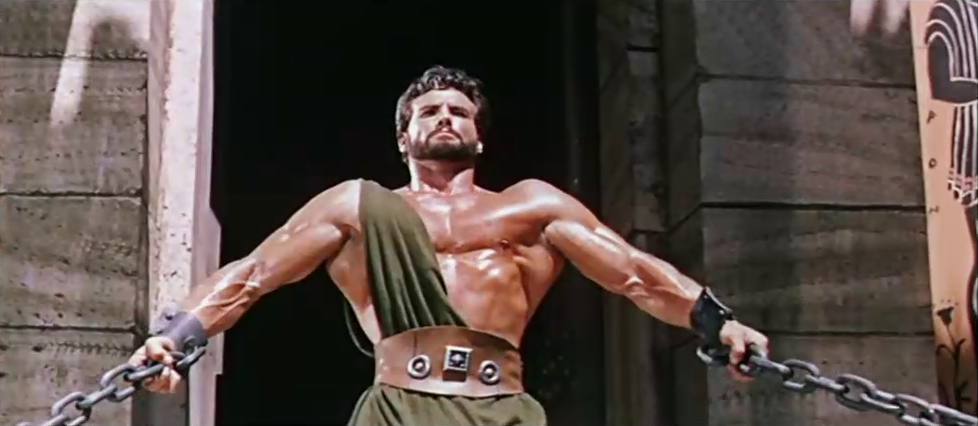
『ヘラクレス』出演時のスティーヴ・リーヴス

1957年から1964年にかけて、スティーヴ・リーヴスは14作のイタリアのソード&サンダル映画に主演した。それらはこのジャンルの中でも高い評価を受けている。
- ヘラクレス（1958年）、原題：Le Fatiche di Ercole（ヘラクレスの功業）、アメリカ公開題：Hercules
- ヘラクレスの逆襲（1959年）、原題：Ercole e la regina di Lidia（ヘラクレスとリディアの女王）、アメリカ公開題：Hercules Unchained
- マラソンの戦い（1959年）、原題：La Battaglia di Maratona（マラトンの戦い）、アメリカ公開題：The Giant of Marathon、監督：ジャック・ターナー&マリオ・バーヴァ（ノンクレジット）
- 鉄腕ゴライアス 蛮族の恐怖（1959年）、原題：Terror dei Barbari（蛮族の恐怖）、アメリカ公開題：Goliath and the Barbarians
- ポンペイ最後の日（1959年）、原題：Ultimi giorni di Pompei（ポンペイ最後の日）、アメリカ公開題：The Last Days of Pompeii、監督：マリオ・ボンナルド&セルジオ・レオーネ（ノンクレジット）
- 快傑白魔（1959年）、原題：Agi Murad il diavolo bianco（白い戦士ハジ・ムラード）、アメリカ公開題：The White Warrior、監督・リッカルド・フレーダ
- 海賊の王者（1960年）、原題：Morgan il pirata（海賊モーガン）、アメリカ公開題：Morgan, the Pirate
- バグダッドの盗賊（1961年）、原題：Il Ladro di Bagdad（バグダッドの盗賊）、アメリカ公開題：'The Thief of Baghdad
- 闘将スパルタカス（1962年）、原題：Il Figlio di Spartacus（スパルタカスの息子）、アメリカ公開題：The Slave、監督：セルジオ・コルブッチ
- 大城砦（1962年）、原題：La Guerra di Troia（トロイ戦争）、アメリカ公開題：The Trojan Horse
- トロイ（1962年）、原題：La Leggenda di Enea（アエネアスの伝説）、アメリカ公開題：The Avenger, aka The Last Glory of Troy
- 逆襲!大平原（1962年）、原題：Romolo e Remo（ロムルスとレムス）、アメリカ公開題：Duel of the Titans、監督：セルジオ・コルブッチ
- サンドカン総攻撃（1964年）、原題：Sandokan, la tigre di Mompracem（モンプラチェムの虎サンドカン）、アメリカ公開題：Sandokan the Great、監督：ウンベルト・レンツィ、原作：エミリオ・サルガーリ『Le Tigri di Mompracem』
- I Pirati della Malesia（マレーシアの海賊）（1964年）、アメリカ公開題：The Pirates of Malaysia, aka Pirates of the Seven Seas、監督：ウンベルト・レンツィ、原作：エミリオ・サルガール『I Pirati della Malesia』

## その他の古典ソード&サンダル映画
ヘラクレス、マチステ、サムソンといったスーパーヒーロー以外が主人公のソード&サンダル映画もたくさんある。とはいえ、主人公となるのは、アリババ、ガイウス・ユリウス・カエサル（ジュリアス・シーザー）、オデュッセウス（ユリシーズ）、クレオパトラ、三銃士、テセウス、アキレウス（アキレス）、ロビン・フッド、サンドカン、エル・シッドといった有名なキャラクターである。カーク・ダグラス主演の『ユリシーズ』（1954年）は、多くのソード&サンダル映画ファンがそのジャンルの流行のきっかけとなった作品と考える作品だが、決定的な引き金となったのはスティーヴ・リーヴス主演の『ヘラクレス』だった。
- Il Cavaliere misterioso（1948年）、アメリカ公開題：The Mysterious Rider、監督：リッカルド・フレーダ
- La Vendetta di Aquila Nera（1951年）、アメリカ公開題：Revenge of the Black Eagle、監督：リッカルド・フレーダ
- Il Sacco di Roma（1953年）、アメリカ公開題：The Barbarians, aka The Sack of Rome, aka The Pagans
- La Regina di Saba（1953年）、アメリカ公開題：The Queen of Sheba、監督：ピエトロ・フランチーシ（Pietro Francisci。後に『ヘラクレス』を監督） - シバの女王が主人公。
- 侵略者（1954年）、原題：Attila、主演：アンソニー・クイン、監督：ピエトロ・フランチーシ
- テオドラ（1954年）、原題：Teodora, imperatrice di Bisanzio、アメリカ公開題：Theodora, Slave Empress、監督：リッカルド・フレーダ
- ユリシーズ（1954年）、原題：Ulisse、アメリカ公開題：Ulysses、主演：カーク・ダグラス（ユリシーズ役）、アンソニー・クイン
- Lo Spadaccino misterioso（1956年）、アメリカ公開題：The Mysterious Swordsman
- 大進軍（1956年）、原題：Orlando e i Paladini di Francia、アメリカ公開題：Roland, the Mighty、監督：ピエトロ・フランチーシ、主演：リック・バッタリア（Rik Battaglia）（オルランド）。
- カルタゴの女奴隷（1957年）、原題：Le Schiave di Cartagine、アメリカ公開題：The Sword and the Cross
- Il Diavolo nero（1957年）、アメリカ公開題：The Black Devil、主演：ジェラール・ランドリー
- Los Amantes del desierto（1957年）、アメリカ公開題：Desert Warrior, aka The Desert Lovers、主演：リカルド・モンタルバン
- エロデ大王（1958年）、原題：Erode il grande、アメリカ公開題：Herod, the Great
- 海賊黒鷹（1958年）、原題：Il Pirata dello sparviero nero、アメリカ公開題：The Pirate of the Black Hawk、主演：ジェラール・ランドリー
- 剣闘士の反逆（1958年）、原題：La Rivolta dei gladiatori、アメリカ公開題：The Warrior and the Slave Girl
- 大遠征軍（1958年）、原題：La Gerusalemme liberata、アメリカ公開題：The Mighty Crusaders, aka The Mighty Invaders
- Capitan Fuoco（1958年）、アメリカ公開題：Captain Falcon、主演：レックス・バーカー（Lex Barker）
- カルタゴ（1959年）、アメリカ公開題：Cartagine in fiamme、主演：ホセ・スアレス（José Suárez）
- サランボー（1959年）、原題：Salambò、アメリカ公開題：The Loves of Salammbo
- 髑髏砦の血闘（1959年）、原題：Il Figlio del corsaro rosso、アメリカ公開題：Son of the Red Corsair, aka Son of the Red Pirate、主演：レックス・バーカー、原作：エミリオ・サルガーリ
- ハンニバル（1959年）、原題：Annibale、アメリカ公開題：Hannibal、主演：ヴィクター・マチュア
- 裸女と海賊（1959年）、原題：La Scimitarra del Saraceno、アメリカ公開題：The Pirate and the Slave Girl、主演：レックス・バーカー
- Giuditta e Oloferne（1959年）、アメリカ公開題：The Head of a Tyrant
- I Cavalieri del diavolo（1959年）、アメリカ公開題：The Devil's Cavaliers
- I Reali di Francia（1959年）、アメリカ公開題：Attack of the Moors
- Il Cavaliere del castello maledetto（1959年）、アメリカ公開題：Cavalier In the Devil’s Castle
- L'Arciere nero（1959年）、アメリカ公開題：The Black Archer
- アマゾンの女王（1960年）、原題：La Regina delle Amazzoni、アメリカ公開題：Queen of the Amazons, aka Colossus and the Amazon Queen、主演：エド・フューリー、ロッド・テイラー
- カルタゴの大逆襲（1960年）、原題：Revak, lo schiavo di Cartagine、アメリカ公開題：Rivak the Barbarian, aka Revak the Rebel, aka The Barbarians、主演：ジャック・パランス
- コンスタンチン大帝（1960年）、原題：Costantino il grande、アメリカ公開題：Constantine and the Cross , aka Constantine the Great、主演：コーネル・ワイルド
- スパルタの若獅子（1960年）、原題：Saffo, venere di Lesbo、アメリカ公開題：The Warrior Empress、主演：カーウィン・マシューズ
- ダビデとゴライアス（1960年）、原題：David e Golia、アメリカ公開題：David and Goliath、主演：オーソン・ウェルズ
- 百の顔を持つ騎士（1960年）、原題：Il Cavaliere dai cento volti、アメリカ公開題：The Knight of a Hundred Faces、主演：レックス・バーカー
- ロード島の要塞（1960年）、原題：Il Colosso di Rodi、アメリカ公開題：The Colossus of Rhodes、監督：セルジオ・レオーネ
- I Pirati della costa（1960年）、アメリカ公開題：Pirates of the Coast、主演：レックス・バーカー
- Il Sepolcro dei re（1960年）、アメリカ公開題：Cleopatra's Daughter、主演：デブラ・バジェット（Debra Paget）
- La Freccia d'oro（1960年）、アメリカ公開題：The Giants of Thessaly、監督：リッカルド・フレーダ
- La Vendetta dei barbari（1960年）、アメリカ公開題：Revenge of the Barbarians、主演：ダニエラ・ロッカ
- Robin Hood e i pirati（1960年）、アメリカ公開題：Robin Hood and the Pirates、主演：レックス・バーカー（ロビン・フッド役）
- Spade senza bandiera（1960年）、アメリカ公開題：Sword Without a Country
- Terrore della maschera rossa（1960年）、アメリカ公開題：Terror of the Red Mask、主演：レックス・バーカー
- Vulcano, figlio di Giove（1960年）、アメリカ公開題：Vulcan, Son of Giove、主演：ロッド・フラッシュ（Iloosh Khoshabeの別名）、ゴードン・ミッチェル
- 海賊王バイキング（1961年）、原題：L'Ultimo dei Vikinghi、アメリカ公開題：Last of the Vikings、主演：キャメロン・ミッチェル（Cameron Mitchell）、ブロデリック・クロフォード（Broderick Crawford）
- バイキングの復讐（1961年）、原題：Gli Invasori、アメリカ公開題：Erik the Conqueror、主演：キャメロン・ミッチェル、監督：マリオ・バーヴァ - バイキングもの。
- バッカスの狂宴（1961年）、原題：Baccanti、アメリカ公開題：Bondage Gladiator Sexy, aka The Bacchantes - ギリシア神話もの。
- ビザンチン大襲撃（1961年）、原題：Rosmunda e Alboino、アメリカ公開題：Sword of the Conqueror, aka Rosamund and Alboino、主演：ジャック・パランス
- ペルシャ大王（1961年）、原題：Esther and the King、主演：ジョーン・コリンズ、リチャード・イーガン（Richard Egan）
- 蒙古の嵐（1961年）、原題：I Mongoli、アメリカ公開題：The Mongols、主演：ジャック・パランス、監督・リッカルド・フレーダ
- 勇者テシアス（1961年）、原題：Teseo contro il minotauro、アメリカ公開題：The Minotaur, aka Theseus Against the Minotaur、主演：ボブ・マサイアス
- Drakut il vendicatore（1961年）、アメリカ公開題：Revenge of the Conquered, aka Drakut the Avenger
- Il Conquistatore dell'Oriente（1961年）、アメリカ公開題：Conqueror of the Orient、主演：リック・バッタリア
- Il Giustiziere dei mari（1961年）、アメリカ公開題：Avenger of the Seven Seas、主演：リチャード・ハリソン
- Il Segreto dello sparviero nero（1961年）、アメリカ公開題：Secret of the Black Falcon、主演：レックス・バーカー
- 蛮族の逆襲（1961年）、原題：Le Sette sfide、アメリカ公開題：The Seven Revenges、主演：エド・フューリー
- Les Trois mousquetaires: Les ferrets de la reine（1961年）、アメリカ公開題：The Fighting Musketeers - 三銃士もの。
- Nefertiti, regina del Nilo（1961年）、アメリカ公開題：Queen of the Nile, aka Nefertiti、主演：ヴィンセント・プライス
- Orazi e curiazi（1961年）、アメリカ公開題：Duel of the Champions, aka Horatio and Curiazi、主演：アラン・ラッド
- Solimano il conquistatore（1961年）、アメリカ公開題：Suleiman the Conqueror
- 怒れ！バイキング（1962年）、原題：I Normanni、アメリカ公開題：Attack of the Normans, aka The Normans、主演：キャメロン・ミッチェル
- 黄金の矢（1962年）、アメリカ公開題：The Golden Arrow、監督：アントニオ・マルゲリーティ - アラビアン・ナイトもの。
- ガスコンの三銃士（1962年）、原題：Il Colpo segreto di d'Artagnan、アメリカ公開題：The Secret Mark of D'artagnan
- 豪勇ペルシウス大反撃（1962年）、原題：Perseo l'invincibile、アメリカ公開題：Perseus the Invincible, aka Medusa Vs. the Son of Hercules、主演：リチャード・ハリソン
- タイタンの逆襲（1962年）、原題：Arrivano i titani、アメリカ公開題：My Son, the Hero, aka The Titans - 主演：ペドロ・アルメンダリス、ジュリアーノ・ジェンマ
- 妖姫クレオパトラ（1962年）、原題：Una Regina per Cesare、アメリカ公開題：A Queen For Caesar
- Anno 79: La distruzione di Ercolano（1962年）、アメリカ公開題：79 A.D., the Destruction of Herculaneum、主演：ブラッド・ハリス
- I Lancieri neri（1962年）、アメリカ公開題：The Black Lancers、主演：メル・ファーラー
- Il Conquistatore di Corinto（1962年）、アメリカ公開題：The Centurion aka The Conqueror of Corinth
- Il Gigante di Metropolis（1962年）、アメリカ公開題：The Giant of Metropolis、主演：ゴードン・ミッチェル - ファンタジーの代わりにSF的なテーマを持った珍しいソード&サンダル映画。
- L'Ira di Achille（1962年）、アメリカ公開題：The Fury of Achilles、主演：ゴードン・ミッチェル
- La Spada del Cid（1962年）、アメリカ公開題：The Sword of El Cid, aka The Daughters of El Cid
- Le Sette fatiche di Alì Babà（1962年）、アメリカ公開題：Ali Baba and the Sacred Crown, aka The Seven Tasks of Ali Baba、主演：リチャード・ロイド、Iloosh Khoshabe（アリババ役）
- Le Sette folgori di Assur（1962年）、アメリカ公開題：War Gods of Babylon
- Le Sette spade del vendicatore（1962年）、アメリカ公開題：Seven Swords For The King
- Marte, dio della guerra（1962年）、アメリカ公開題：Mars, God Of War, aka Venus Against the Son of Hercules、主演：ロバート・ブラウン
- Re Manfredi（1962年）、アメリカ公開題：Defeat of the Barbarians, aka King Manfred
- Tharus figlio di Attila（1962年）、アメリカ公開題：Tharus, Son of Attila, aka Colossus and the Huns、主演：リカルド・モンタルバン
- Coriolano: eroe senza patria（1963年）、アメリカ公開題：Coriolanus, Hero Without a Country、主演：ゴードン・スコット
- Giulio Cesare, il conquistatore delle Gallie（1963年）、アメリカ公開題：Caesar, the Conqueror、主演：キャメロン・ミッチェル（シーザー）、リック・バッタリア
- I Giganti di Roma（1963年）、アメリカ公開題：Giants of Rome、主演：リチャード・ハリソン、監督：アントニオ・マルゲリーティ
- Il Boia di Venezia（1963年）、アメリカ公開題：The Executioner of Venice、主演：レックス・バーカー
- Il Magnifico avventuriero（1963年）、アメリカ公開題：The Burning of Rome, aka The Magnificent Adventurer
- L'Eroe di Babilonia（1963年）、アメリカ公開題：Hero of Babylon, aka The Beast of Babylon Vs. the Son of Hercules、主演：ゴードン・スコット
- La Tigre dei sette mari（1963年）、アメリカ公開題：Tiger of the Seven Seas
- Le Gladiatrici（1963年）、アメリカ公開題：Thor and the Amazon Women、主演：ジョー・ロビンソン
- Roma contro Roma（1963年）、アメリカ公開題：War of the Zombies
- Sinbad contro i sette saraceni（1963年）、アメリカ公開題：Ali Baba and the Seven Saracens, aka Sinbad Vs. The Seven Saracens、主演：ゴードン・ミッチェル、ブルーノ・ピエルジェンティーリ（シンドバッド役）
- Taur, il re della forza bruta（1963年）、アメリカ公開題：Taur, the Mighty, aka Tor the Warrior、ジョー・ロビンソン
- 勇猛スパルタン（1964年）、原題：　La Rivolta dei sette、アメリカ公開題：The Revolt of the Seven, aka The Spartan Gladiator
- Brenno il nemico di Roma（1964年）、アメリカ公開題：Brennus, Enemy of Rome, aka Battle of the Valiant、主演：ゴードン・ミッチェル
- I Predoni della steppa（1964年）、アメリカ公開題：Terror of the Steppes, aka The Mighty Khan、主演：カーク・モリス
- Il Colosso di Roma（1964年）、アメリカ公開題：Hero of Rome, aka The Colossus of Rome、主演：ゴードン・スコット
- Il Ladro di Damasco（1964年）、アメリカ公開題：The Sword of Damascus, aka The Thief of Damascus
- Il Leone di San Marco（1964年）、アメリカ公開題：The Lion of St. Mark、主演：ゴードン・スコット
- Il Ribelle di Castelmonte（1964年）、アメリカ公開題：The Sword of Rebellion, aka The Rebel of Castelmonte
- La Rivolta dei barbari（1964年）、アメリカ公開題：Revolt of the Barbarians、監督：グイド・マラテスタ
- Le Verdi bandiere di Allah（1964年）、主演：ホセ・スアレス
- Leone di Tebe（1964年）、アメリカ公開題：The Lion of Thebes, aka Helen of Troy、主演：マーク・フォレスト、イヴォンヌ・フルノー（トロイのヘレン役）
- Sandokan alla riscossa（1964年）、アメリカ公開題：Sandokan Fights Back, aka Sandokan To the Rescue、主演：レイ・ダントン（Ray Danton）、ガイ・マディソン（Guy Madison） - 原作：エミリオ・サルガーリ（「サンドカン」シリーズ）。
- Sandokan contro il leopardo di Sarawak（1964年）、アメリカ公開題：Sandokan Vs The Leopard of Sarawak, aka Throne of Vengeance、主演：レイ・ダントン、ガイ・マディソン - 原作：エミリオ・サルガーリ（「サンドカン」シリーズ）。
- Sette a Tebe（1964年）、アメリカ公開題：Seven From Thebes
- Zorikan lo sterminatore（1964年）、アメリカ公開題：Zorikan the Barbarian、主演：ダン・ヴァディス
- バイキングの逆襲（1965年）、原題：Erik, il vichingo、アメリカ公開題：Erik, the Viking、主演：ゴードン・ミッチェル
- 無敵の七人（1965年）、原題：Gli Invincibili sette、アメリカ公開題：The Secret Seven, aka The Invincible Seven
- Il Conquistatore di Atlantide（1965年）、アメリカ公開題：Conqueror of Atlantis、主演：カーク・モリス
- Il Mistero dell'isola maledetta（1965年）、アメリカ公開題：Giant of the Evil Island, aka Mystery of the Cursed Island、主演：ピーター・ルーパス
- Kindar l'invulnerabile（1965年）、アメリカ公開題：Kindar, the Invulnerable、主演：マーク・フォレスト
- L'Uomo mascherato contro i pirati（1965年）、アメリカ公開題：The Masked Man Against the Pirates
- Sandok, il Maciste della giungla（1965年）、アメリカ公開題：Temple of the White Elephant, aka Sandok, the Maciste of the Jungle - タイトルにかかわらず「マチステ」映画ではない。
- I Coltelli del vendicatore（1967年）、アメリカ公開題：Knives of the Avenger, aka Viking Massacre、監督・マリオ・バーヴァ
- アマゾネス（1973年）、原題：Le Guerriere dal seno nudo、監督：テレンス・ヤング
- 空手アマゾネス（1973年）、原題：Le Amazzoni - donne d'amore e di guerra、アメリカ公開題：Battle of the Amazons
- アマゾネス対ドラゴン 世紀の激突（1975年）、原題：Superuomini, superdonne, superbotte、アメリカ公開題：Super Stooges vs the Wonder Women, aka Three Fantastic Supermen

## 1980年代以降
マカロニ・ウェスタンと『ジェームズ・ボンド』シリーズの亜流にその座を明け渡し、20年近くソード&サンダル映画は作られなくなってしまった。しかし、1982年にロバート・E・ハワード原作、アーノルド・シュワルツェネッガー主演の『コナン・ザ・グレート』が大ヒットすると、イタリアでソード&サンダル映画が復活した。その中でも有名なものは、ルー・フェリグノ主演の4作品である。ただし、舞台設定は古代ギリシア・ローマではなく、王国・蛮人・剣士・魔法使いが登場する「剣と魔法（Sword and sorcery）」の世界で、コナンを安価にコピーしたストーリーだった。それらは痛々しいほどに予算を削られていたために、出来も良くなかった。いくつかの作品では、その欠点をスプラッターとヌードで補おうとし、イタリアのホラー映画監督たちに委ねられた。
- 激突!美女軍団アマゾネス・キング（1982年）、原題：Gunan il guerriero、アメリカ公開題：The Invincible Barbarian, aka Gunan the Warrior、出演：サブリナ・シアーニ（サブリナ・シアニとも）、監督：フランコ・プロスペリ
- 世紀末戦士アトー 炎の聖剣（1983年）、原題：Ator l'invincibile、アメリカ公開題：Ator, the Fighting Eagle, aka Ator the Invincible、主演：マイルズ・オキーフ、サブリナ・シアーニ、監督：ジョー・ダマト
- 超人ヘラクレス（1983年）、原題：Hercules、主演：ルー・フェリグノ、シビル・ダニング、ブラッド・ハリス（カメオ出演）、監督：ルイジ・コッツィ
- アイアン・マスター（1983年）、原題：La Guerra del ferro - Ironmaster、アメリカ公開題：Ironmaster, aka The War of Iron、出演：ウィリアム・バーガー、Luigi Montefiore、監督：ウンベルト・レンツィ
- 未来女戦士 炎のアマゾネス（1983年）、原題：She、出演：サンダール・バーグマン、ゴードン・ミッチェル
- Il Trono di fuoco（1983年）、アメリカ公開題：The Throne of Fire、出演：サブリナ・シアーニ、監督：フランコ・プロスペリ
- 未来から来たハンター ヨオ（1983年）、原題：Il mondo di Yor、アメリカ公開題：Yor, the Hunter from the Future、出演：レブ・ブラウン（Reb Brown）、監督：アンソニー・M・ドーソン
- 狂戦士サングラール（グレート・バーバリアン）（1984年）、原題：Sangraal, la spada di fuoco、アメリカ公開題：Barbarian Master, aka Sangraal, the Sword of Fire, aka Sword of the Barbarians、主演：サブリナ・シアーニ
- SFコンクエスト 魔界の征圧（1984年）、原題：Conquest、主演：サブリナ・シアーニ、監督：ルチオ・フルチ
- 超人ヘラクレス2（1984年）、原題：Le Avventure dell'incredibile Ercole、アメリカ公開題：Hercules 2, aka The Adventures of Hercules、出演：ルー・フェリグノ、監督：ルイジ・コッツィ
- 世紀末戦士アトー II/大魔王ゾブの牙城（1985年）、原題：Ator l'invincibile 2、アメリカ公開題：The Blade Master、主演：マイルズ・オキーフ、サブリナ・シアーニ、監督：ジョー・ダマト
- 7人の輝ける勇士（1985年）、原題：I Sette magnifici gladiatori、アメリカ公開題：Seven Magnificent Gladiators、出演：ルー・フェリグノ、ダン・ヴァディス、ブラッド・ハリス、シビル・ダニング
- アイアン・ウォリアーズ（1986年）、原題：Iron Warrior、出演：マイルズ・オキーフ、監督：アルフォンソ・ブレシア
- グレート・バーバリアン（1987年）、原題：The Barbarians, 主演：ピーター＆デヴィッド・ポール、監督・ルッジェロ・デオダート - 半分コメディ。
- Sinbad of the Seven Seas（1988年）、出演：ルー・フェリグノ、監督：ルイジ・コッツィ
- 魔宮神話レジェンド・オブ・サンダー（1989年）、原題：Quest for the Mighty Sword、出演：エリック・アラン・クレイマー（アトーの息子役）、ラウラ・ジェムサー、マリサ・メル、監督：ジョー・ダマト

## 2000年以降
『グラディエーター』(2000年)のメインストリームでの成功は、アメリカでのローマなどの古典時代への関心を招いた。「ニューヨーク・タイムズ」紙はこれを出版業界の「グラディエーター効果（Gladiator Effect）」と呼んだ。
- グラディエーター（2000年）
- アレキサンダー（2004年）
- キング・アーサー（2004年）
- トロイ（2004年）
- 300 〈スリーハンドレッド〉（2007年）
- ポンペイ （2014年）
- グラディエーターⅡ 英雄を叫ぶ声（2024年）